# 942

## Nașteri
- dată necunoscută: Sveatoslav I al Kievului  (d. 972)
- dată necunoscută: Genshin  (d. 1017)

## Decese
- octombrie: Papa Ștefan al VIII-lea  (n. ?)
- 16 mai: Saadia Gaon rabin, filozof, filolog,traducător, poet evreu din Egipt și Irak (n. 882)
- 18 noiembrie: Odo de Cluny  (n. 878)
- dată necunoscută: Pietro Participazio  (n. ?)